# Echinocereus maritimus
Echinocereus maritimus är en kaktusväxtart som först beskrevs av Marcus Eugene Jones, och fick sitt nu gällande namn av Karl Moritz Schumann. Echinocereus maritimus ingår i släktet Echinocereus och familjen kaktusväxter. Inga underarter finns listade i Catalogue of Life.

## Bildgalleri

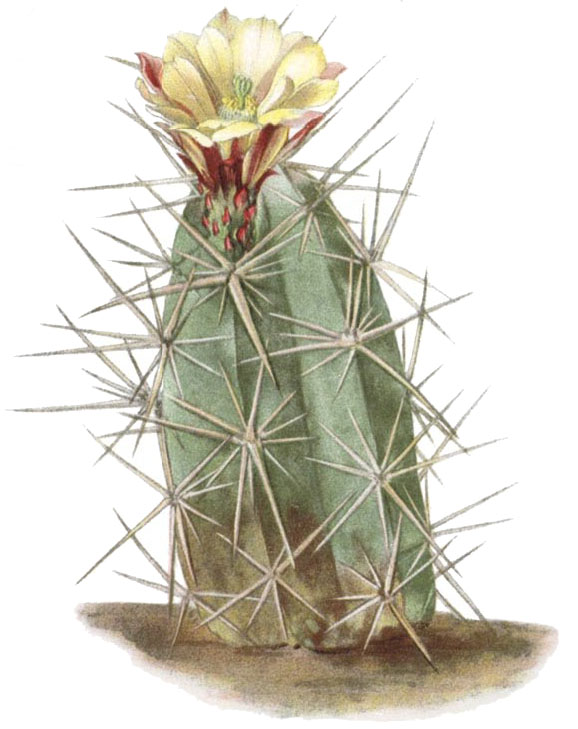
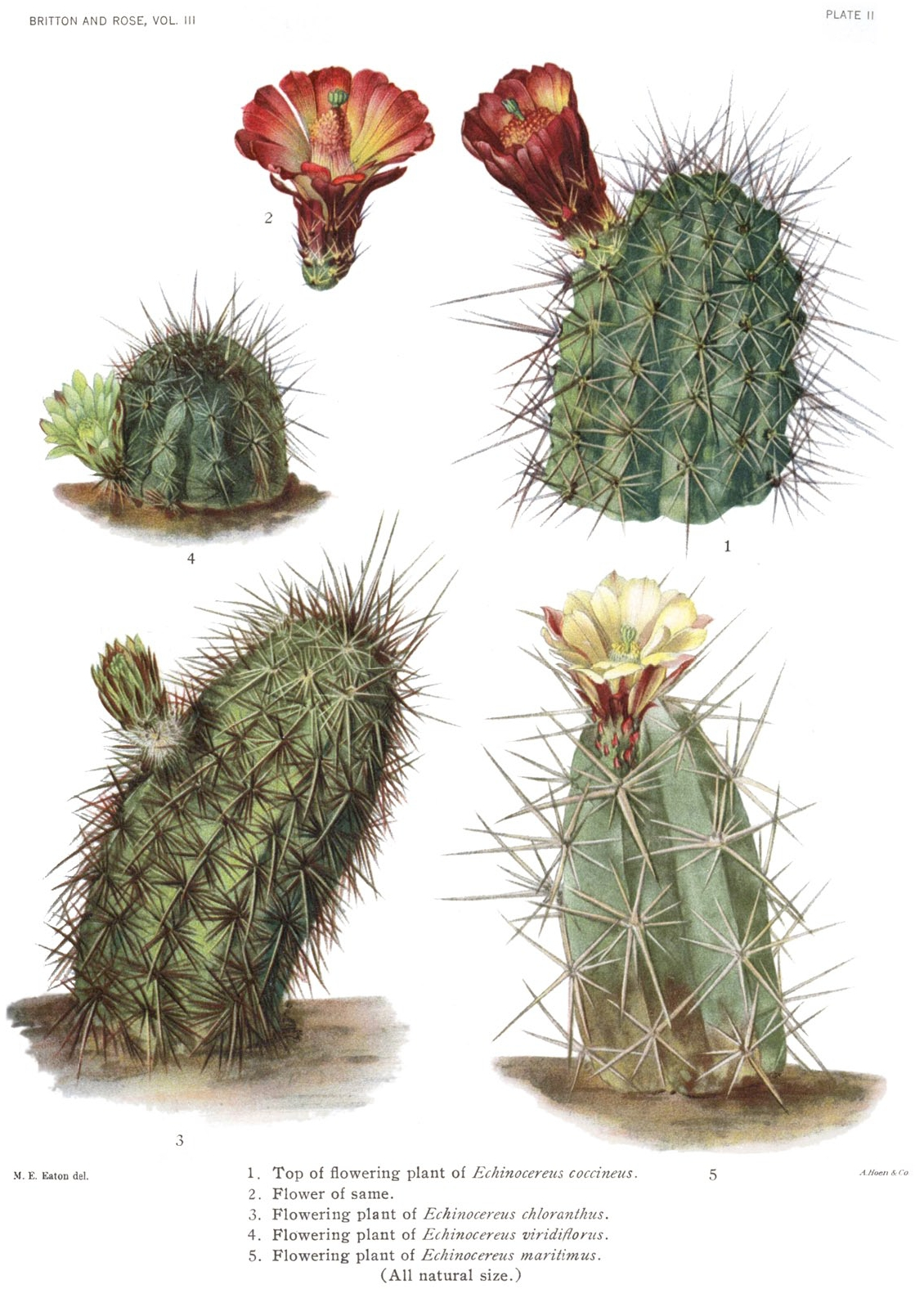
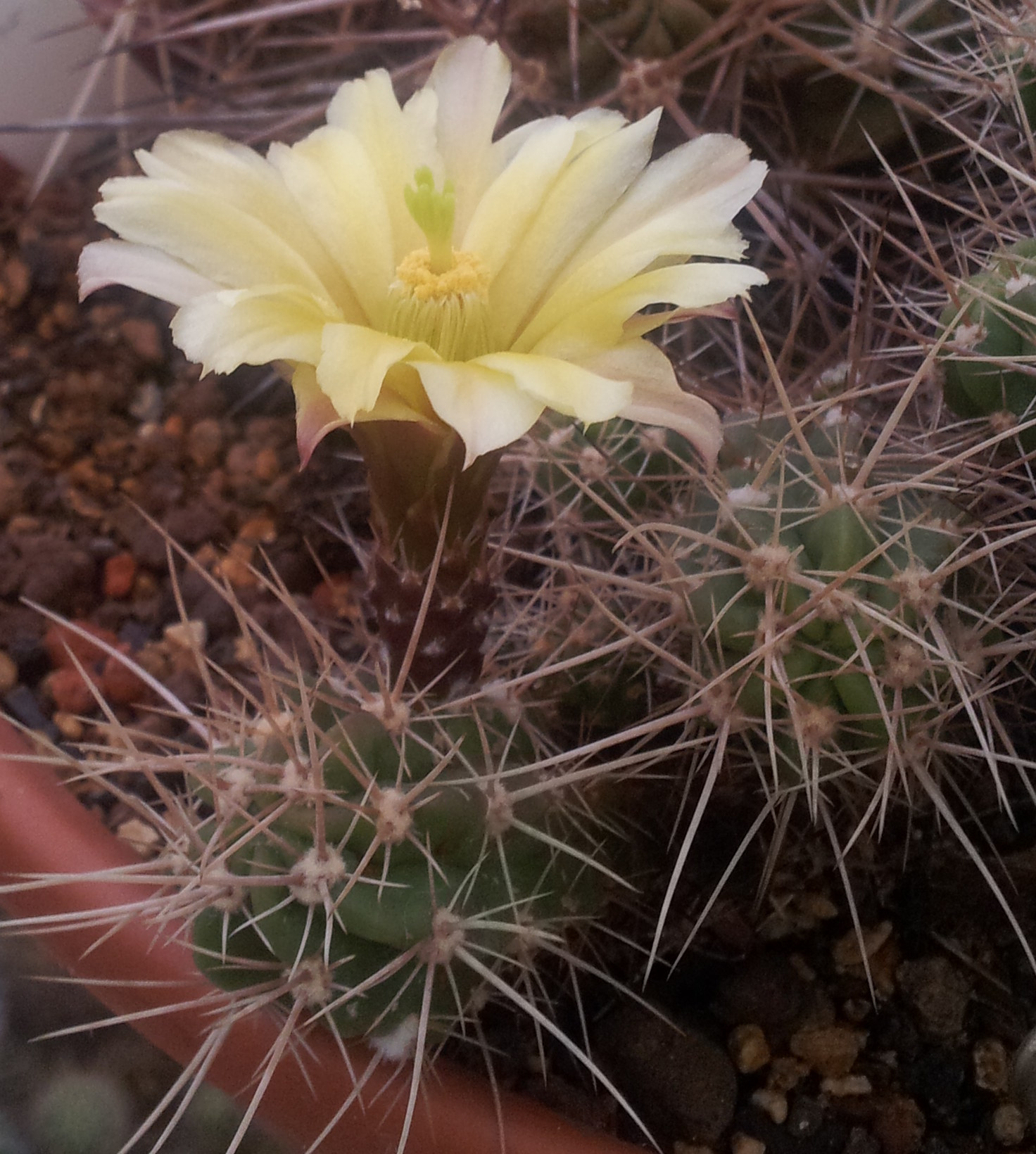